# Justin Kohajda
Justin Jean-Louis Kohajda (Lieja, Bélgica, 6 de febrero de 1996) es un baloncestista holandés que pertenece al Liege Basket de Pro Basketball League. Con una altura de 207 cm su posición en la cancha es la de pívot.

## Trayectoria
Es un pívot formado en el Liege Basket de su ciudad natal y en el que debutó con apenas 19 años en la temporada 2015-2016. 
En la temporada 2016-2017 firmó por Telenet BC Oostende de la Pro Basketball League en el que jugó una temporada.
Durante las temporadas siguientes jugaría en las filas del Okapi Aalstar y Limburg United, ambas en la Pro Basketball League.
Durante la temporada 2019-20, regresa a las filas del Liege Basket de Pro Basketball League, en el que dejó unos promedios de 8.2 puntos, 7.1 rebotes y 9.6 créditos de valoración por partido.
En julio de 2020, firma con el CB Ciudad de Valladolid de la Liga LEB Oro.
En la temporada 2021-22, regresa a las filas del Liege Basket de Pro Basketball League.

## International
Es internacional por la Selección de baloncesto de Bélgica sub-20.